# Den Steenen Molen
Den Steenen Molen, in de Belgische gemeente Boechout, is een maalvaardige stellingmolen. Het erfgoed Den Steenen Molen staat aan de Konijnenbergstraat 2, nabij de Hovesesteenweg.

## Geschiedenis
De molen werd in 1782, ondanks protest, door Jan Frans Dielens gebouwd waar hij dienstdeed als olie- en graanmolen. De molen deed dienst als privémolen en daar was de familie Palms ontevreden over, want hun molen (de Berderenmolen) was eigendom van Sint-Baafskapittel. Echter Jan Frans Dielens was advocaat van de Soevereine Raad van Brabant en mede hierdoor had protesteren geen nut.
De oliemolen werd in 1896 uitgebroken en in 1915 werd een dieselmotor toegevoegd. De molen heeft tijdens de Eerste Wereldoorlog schade opgelopen en tijdens de Tweede Wereldoorlog werd de molen geraakt door een V1-bom waarna de molen gerestaureerd moest worden. Vanaf 1943 staat de molen geregistreerd als erfgoed en in 1991 werd de molen geregistreerd als dorpsgezicht.

## Restauraties en onderhoud
In 1964 vond er onderhoud plaats aan de molen. Dit gebeurde onder toeziend oog van de firma Caers.  
Tijdens een storm in 1984 viel er een wiek af en in 1998 laat de familie Van den Brande de molen volledig restaureren. Vanaf 2004 is de molen weer volledig maalvaardig gemaakt.
In 2006, 2007 en 2012 zijn tevens enkele werkzaamheden uitgevoerd waaronder verhoging van het blok waar de koning (staande as) op rust met als resultaat dat de molen soepeler draait, de pen in de kop is vastgezet, de schoren werden hoger geplaatst, alle zoomlatten zijn vervangen nadat zij waren aangetast door houtrot, de bonte knaagkever is verdelgd, de molenas is weer naar voren geschoven, voegen zijn vervangen en de molen is weer wit gekalkt. In 2020 werden beide 18 meter lange zwepen vervangen alsook alle planken van de stelling.

## Molenaars en eigenaren
- 1782: Jan Frans Dielens
- 1817: J. Corluy en Elisa Pals, de dochter van de protesterende eigenaar van de Berderenmolen
- 1873: Fernard Corluy
- 1895: Corneel de Vos
- 1910: Frans Voets
- 1998: fam. Van den Brande

## Technische gegevens
- Kegelvormig uiterlijk
- Hoogte: 24 meter (inclusief kap)
- Gevlucht: 25,8 meter (diameter)
- Dikte muren beneden: 1,4 meter
- Dikte muren boven: 0,4 meter
- Stellinghoogte: 7,5 meter

- Wiekenkruis met geklinknagelde roeden
- Schoren en liggers van de stelling zijn uit belinga-hout en staan op een arduinen blokje

- Verdiep 0: Vroeger was hier de olieslagerij, daarna ook de dieselmotor
- Verdiep 1: Stapelzolder - verschillende oude molenaarsvoorwerpen en machines zijn er tentoongesteld
- Verdiep 2: Meelzolder - hierop wordt het meel gecontroleerd en de molen bediend. Ook de toegang tot de stelling is langs hier.
- Verdiep 3: Steenzolder - de twee koppels molenstenen liggen hier (Duitse basalt en Franse zoetwaterkwarts).
- Verdiep 4: Luizolder - deze zolder dient voor opslag en het luiwerk, om zakken graan naar boven te brengen
- Verdiep 5: Kapzolder - net onder de kap, voor onderhoud aan de vang en toegang tot de kap
- De kap zelf is ongeveer 2 meter hoog en staat met een Engels kruiwerk op de romp gemonteerd

## Activiteiten
De molen is elke zondag open van 13u tot 17u en wordt onderhouden door een ploeg molenaars. Ook geleide molenbezoeken zijn mogelijk.
Elke laatste zondag van de maanden mei tot september wordt er een Molencafé georganiseerd. Hierbij wordt de tuin van het molendomein omgebouwd tot café.

## Wijndomein Oud Conynsbergh
In 2014 werd in de omgeving gestart met de aanplant van een nieuw wijndomein, met traditionele druivenvariëteiten. In 2016 volgde een fikse uitbreiding, en sedert 2018 wordt onder meer een auxerrois-wijn gecommercialiseerd. Den Steenen Molen is het trefpunt voor rondleidingen van molen en wijngaard. 

## Fotogalerij

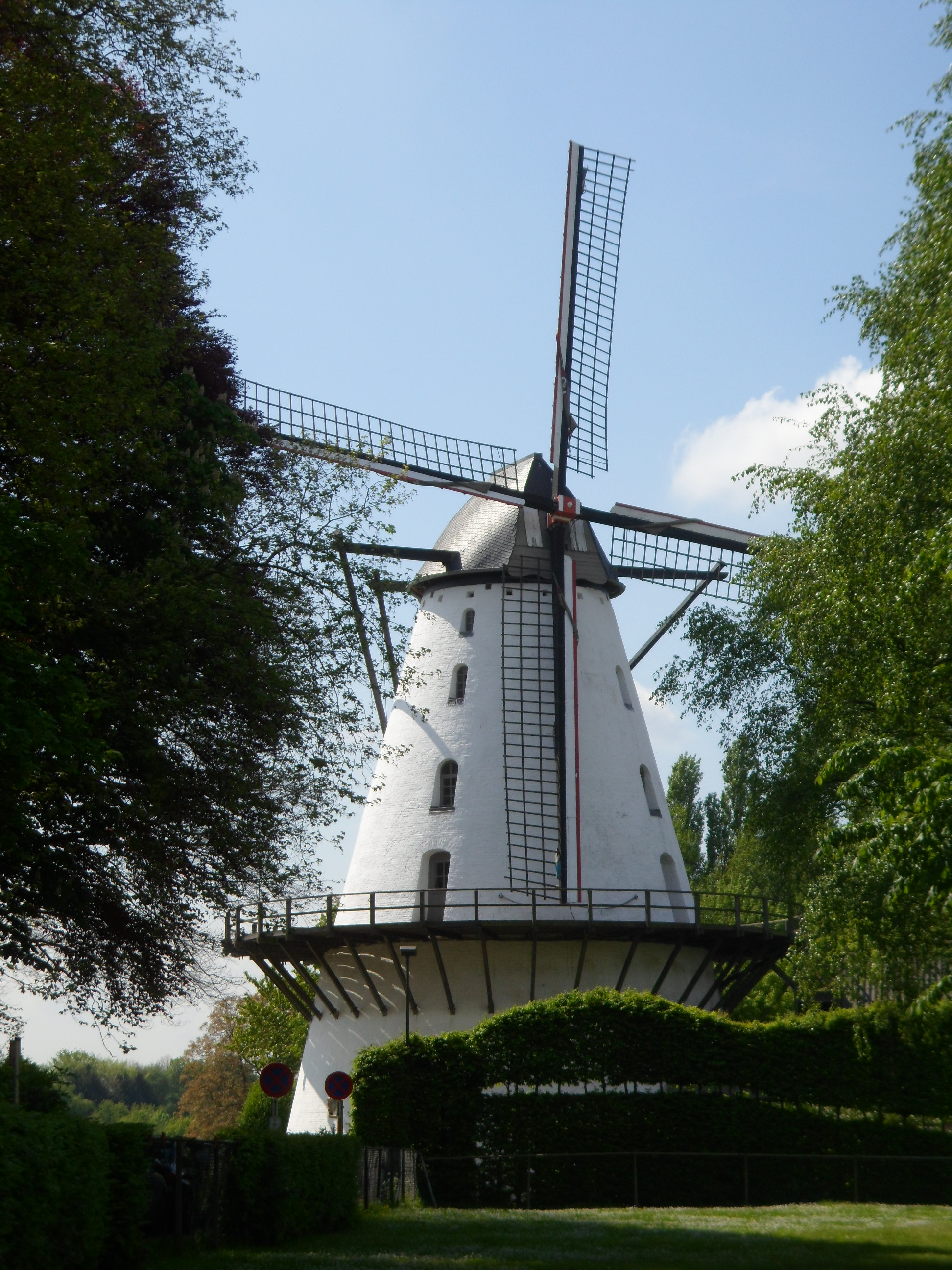
zijaanzicht van de molen
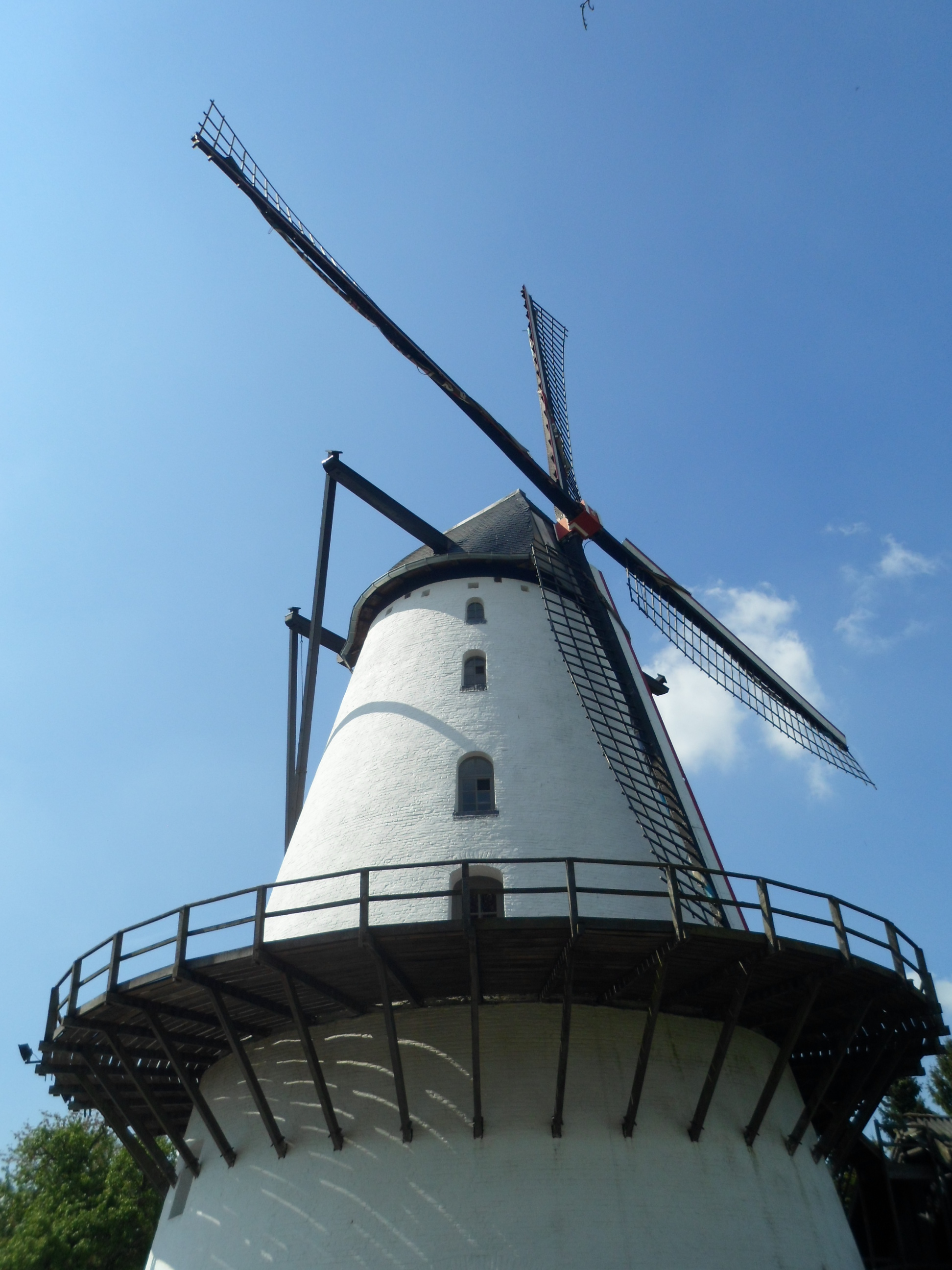
Achterkant van de molen
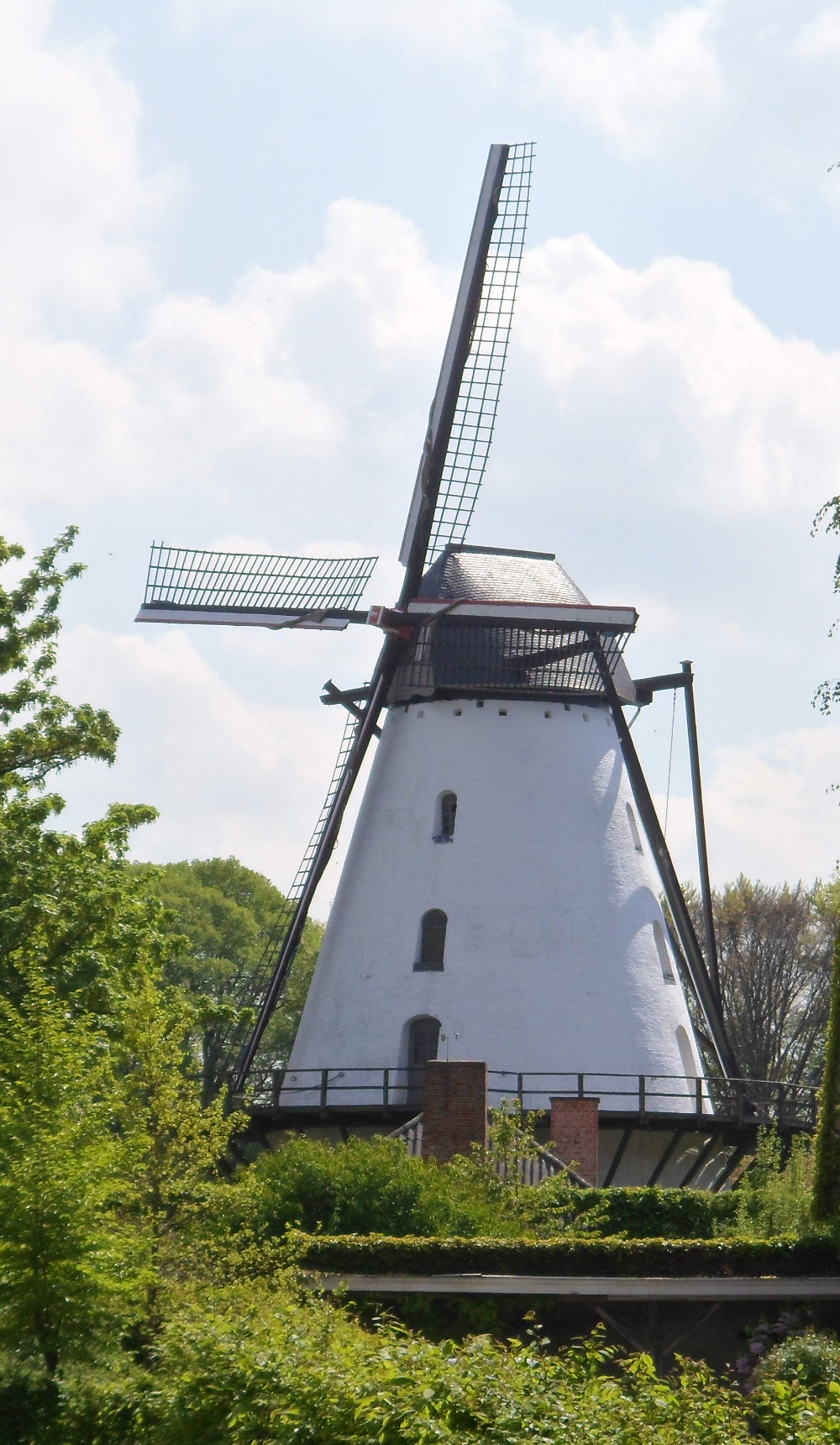
Zijkant van de molen
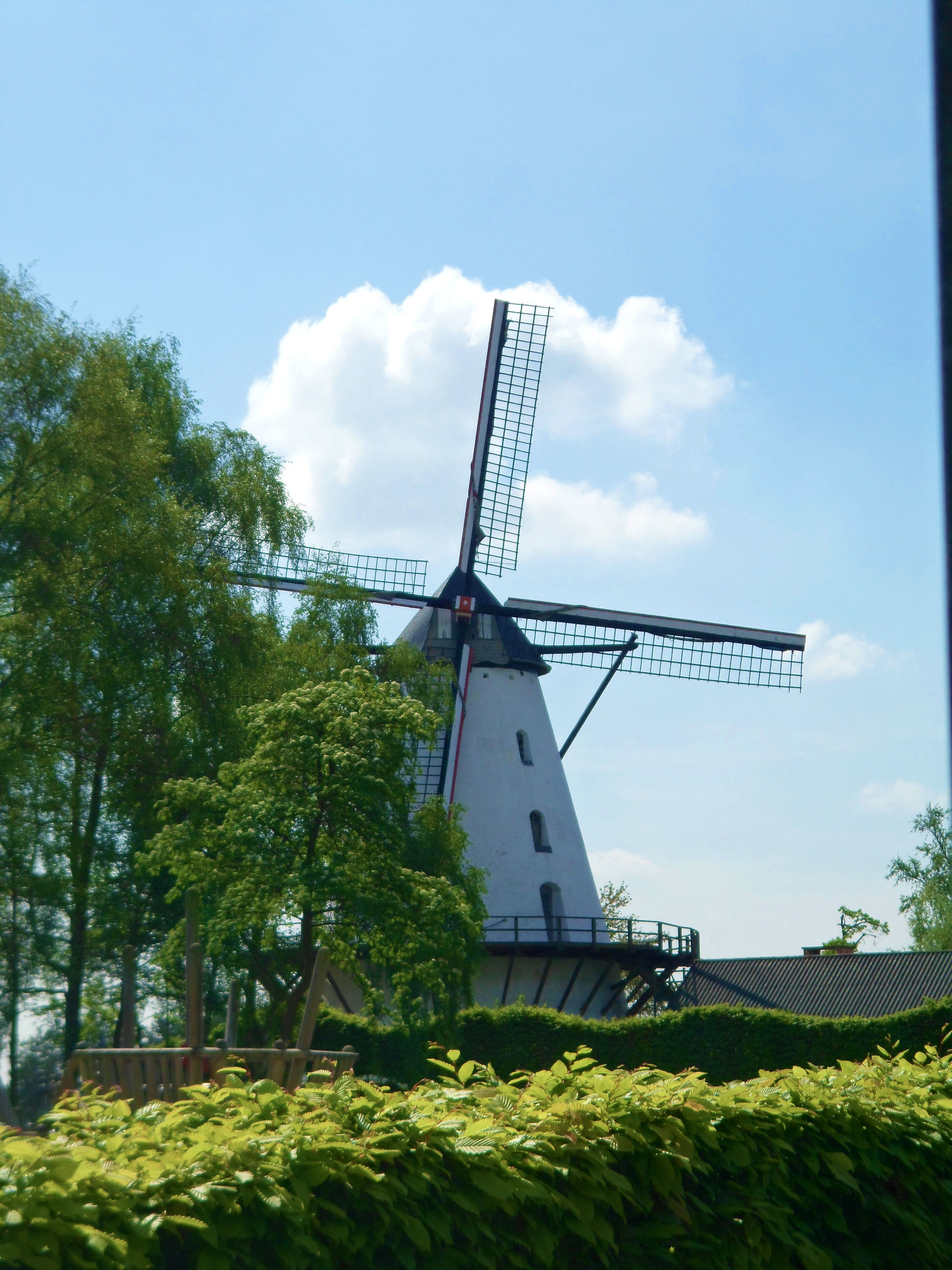
Voorkant van de molen